# Gula faran

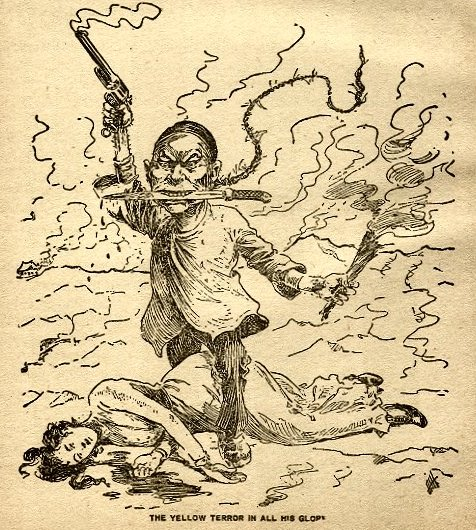
Nidbild av ond asiat - den gula faran

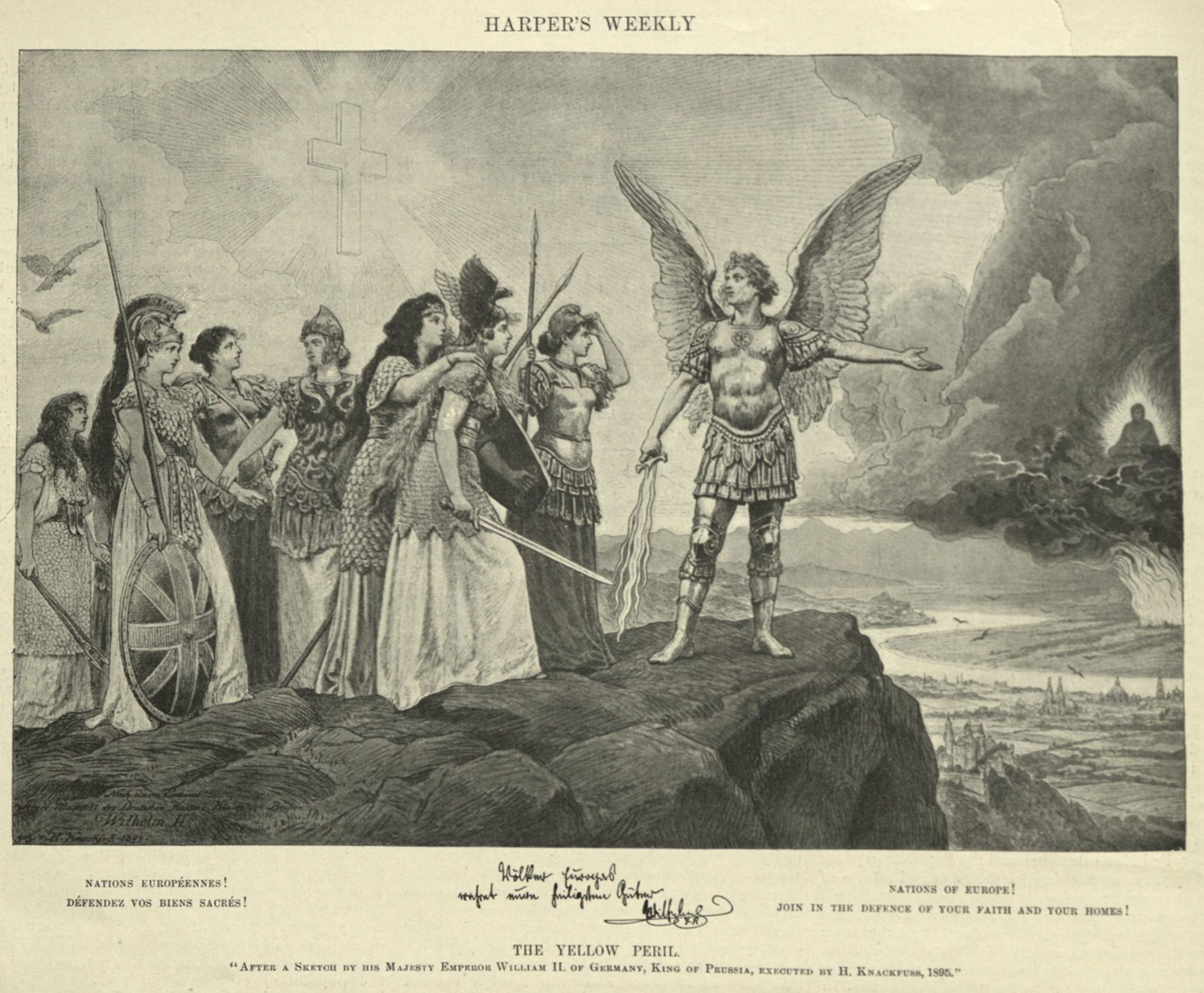
Völker Europas, wahrt eure heiligsten Güter - Knackfuss presenterar sin skräckvision av den hotande gula faran.

Gula faran är en term som kring år 1900 användes om asiater, vilken ansågs hota den vita rasen. Till USA kom kinesiska migranter, och man fruktade att detta skulle sänka löner och levnadsstandard. Man bävade även för att Japan skulle expandera som militär stormakt. Detta var även fruktat i Europa, Australien och Nya Zeeland.

## Bakgrund
Kejsar Vilhelm II av Tyskland gav ett på sin tid mycket omtalat uttryck åt dylika farhågor genom en allegorisk teckning, efter hans utkast 1895 utförd av Hermann Knackfuss. "Den gula farans problem" behandlades ofta i essäform i politiska tidskrifter, bland annat i Vladimir Solovjovs bok Tre samtal (svensk översättning 1911), från svensk sida bland annat av Viktor Rydberg i en uppsats "Den hvita rasens framtid" (inledningsord till översättning av Benjamin Kidd, "Den sociala utvecklingen", 1895). En populär fiktiv personifiering av den gula faran är Sax Rohmers gestalt Dr. Fu Manchu.